# Luboń (wieś)
Luboń (kaszub. Lëbóń; niem. Lubon, dawniej Lubonie) – wieś w Polsce położona w województwie pomorskim, w powiecie bytowskim, w gminie Lipnica.
Miejscowość kaszubska z długim historycznym rodowodem  położona na Równinie Charzykowskiej w rejonie Kaszub zwanym Gochami, wieś jest siedzibą sołectwa Luboń, w którego skład wchodzą również miejscowości Hamer-Młyn, Modrzejewo, Rudniki i Stoltmany.
W Luboniu znajduje zakład przetwórstwa rybnego pod nazwą Manufaktura Pstrąga.
W latach 1975–1998 miejscowość administracyjnie należała do województwa słupskiego.

## Historia
Wieś odnotowana w dokumentach źródłowych w roku 1377 jako Luban. Słownik geograficzny Królestwa Polskiego z roku 1884 wymienia wieś Lubonie w powiecie człuchowskim zabudowaną 9 budynkami mieszkalnymi, posiadającą 97 mieszkańców i własną szkołę.